# Дінгольсгаузен
Дінгольсгаузен (нім. Dingolshausen) — громада в Німеччині, розташована в землі Баварія. Підпорядковується адміністративному округу Нижня Франконія. Входить до складу району Швайнфурт. Складова частина об'єднання громад Герольцгофен.
Площа — 10,23 км2. Населення становить 1372 ос. (станом на 31 грудня 2020).